# Прощальный
Проща́льный — хутор в Егорлыкском районе Ростовской области России. Входит в состав Войновского сельского поселения.

## География
Расположен на юго-западе области, при железнодорожном разъезде Прощальный (ныне не действующий).

## Население
| 1989 | 2002 | 2010 |
| ---- | ---- | ---- |
| 216  | ↗261 | ↘214 |

## Инфраструктура
Путевое хозяйство железнодорожной магистрали «Ростов-на-Дону—Волгоград».

## Улицы
- ул. Железнодорожная,
- ул. Мира,
- пер. Южный.

## Транспорт
Доступен автомобильным и железнодорожным транспортом. 
Выезд на автодорогу общего пользования регионального значения "станица Егорлыкская – город Сальск" (идентификационный номер 60 ОП РЗ 60К-3).